# Mel Zelnick
Melvin M. „Mel“ Zelnick (* 28. September 1924 in New York City; † 21. Februar 2008 in Mayer, Arizona) war ein US-amerikanischer Schlagzeuger des Modern Jazz. 

## Leben und Wirken
Zelnick spielte 1945 bei Les Elgart, Bob Chester und Scat Davis, 1946 bei Herbie Fields und Jerry Wald, um dann bei Chubby Jackson und 1948 im Oktett von Benny Goodman zu arbeiten. Er wirkte auch bei dessen Session 1948 mit Stan Hasselgård (At Klick) mit. Er arbeitete dann bei Lennie Tristano (1949), Boyd Raeburn (1950), Marian McPartland (Great Britains, 1952), Stan Getz, Les Elgart, Pete Rugolo, Peggy Lee und Nat King Cole. In den 1940er und 1950er Jahren war er als Schlagzeuger bei New Yorker Radiostationen beschäftigt; außerdem arbeitete er im Orchester des New Yorker Paramount Theater. In den 1960er Jahren führte er ein Musikgeschäft; in den 1980er Jahren war er Distriktmanager für die Slingerland Drum Company; daneben war er zwanzig Jahre als Begleitmusiker für Clare Willey tätig. Zelnick war von 1944 bis 1961 an 40 Aufnahmesessions beteiligt, u. a. ist er auf Plattenaufnahmen von Fats Navarro (The Fabulous Fats Navarro), Lenny Hambro und Don Elliott (1955) zu hören.

## Lexigraphische Einträge
- Carlo Bohländer, Karl Heinz Holler, Christian Pfarr: Reclams Jazzführer. 3., neubearbeitete und erweiterte Auflage. Reclam, Stuttgart 1989, ISBN 3-15-010355-X.